# Пруды (Курганская область)
Пруды — деревня в Целинном муниципальном округе Курганской области России.

## География
Деревня находится на юго-западе Курганской области, в пределах юго-западной части Западно-Сибирской равнины, в лесостепной зоне, на расстоянии примерно 16 километров (по прямой) к юго-востоку от села Целинного, административного центра округа. Абсолютная высота — 147 метров над уровнем моря.

### Климат
Климат характеризуется как резко континентальный, с холодной продолжительной малоснежной зимой и жарким сухим летом. Средняя продолжительность безморозного периода составляет 113 дней. Среднегодовое количество атмосферных осадков — 397мм.

## История
Основана в 1921 году. По данным на 1926 год колхоз Пруды состоял из 7 хозяйств. В административном отношении входил в состав Дулинского сельсовета Усть-Уйского района Челябинского округа Уральской области.

## Население
| 1989 | 2002 | 2010 |
| ---- | ---- | ---- |
| 145  | ↗173 | ↘96  |

По данным переписи 1926 года на колхозе проживало 34 человека (15 мужчин и 19 женщин), в том числе: русские составляли 88 % населения, киргизы - 12 %.

### Гендерный состав
По данным Всероссийской переписи населения 2010 года в гендерной структуре населения мужчины составляли 47,9 %, женщины — соответственно 52,1 %.

### Национальный состав
Согласно результатам Всероссийской переписи населения 2002 года, в национальной структуре населения русские составляли 83 %.